# سنجاب پاین
سنجاب پاین (نام علمی: Tamiasciurus) نام یک سرده از تیره سنجاب است.

## گونه‌ها
- Tamiasciurus hudsonicus — سنجاب قرمز آمریکایی
- Tamiasciurus douglasii — Douglas Squirrel
- Tamiasciurus mearnsi — Mearns's Squirrel